# Helios 2B
Helios 2B — французский спутник, разведывательный спутник оптической разведки, часть программы Helios, разработанной Францией при участии Испании, Бельгии, Италии и Греции. Спутник массой 4,2 тонны и размерами 6×3,6×3,4 м был выведен ракетой Ariane 5 на солнечно-синхронную орбиту высотой 675 км 18 декабря 2009 года с космодрома Куру.
Аппараты серии Helios 2 несут две камеры: высокого разрешения (ведущая съёмку в оптическом и инфракрасном диапазоне, производство Thales Alenia Space) и широкоугольную среднего разрешения (только в оптическом диапазоне, Airbus Defence and Space). По сообщениям государственных структур, наилучшее разрешение снимков может достигать полуметра. Реальное разрешение снимков неизвестно. 
Рассчётный срок активного существования спутника составлял 5 лет, однако его оборудование продолжало функционировать и после 9 лет эксплуатации.